# Norske Rende
Norske Rende er en bred og dyb rende i Nordsøen som går rundt langs kysten af Sydnorge.
Den fremstår som en undersøisk fjord og har største dybde på 725 meter i Skagerrak. Renden danner skellet mellem det forhistoriske Doggerland og Norge, og har udløb vest for Stad i Sogn og Fjordane. Renden er mellem 50 og 100 kilometer bred. Den er dybest ud for Arendal, mens den ud for Rogalands kyst er mellem 250 og 300 meter dyb, og 300–400 m længere mod nord langs Vestlandet.
Efter anden verdenskrig dumpede de allierede, med godkendelse af de norske myndigheder, 36 skibe med kemiske våben i Norske Rende.
Naturgasrørledningen Statpipe Statfjord-Kårstø og Kårstø-Ekofisk er anlagt over Norske Rende.